# Athboy
Ne doit pas être confondu avec Athboy (Dakota du Sud).
Athboy (en irlandais, Baile Átha Buí, ville du gué jaune), est une petite ville rurale dans le comté de Meath. La ville se trouve sur la Yellow Ford River, dans un secteur boisé, près de la frontière avec le comté de Westmeath.

## Histoire

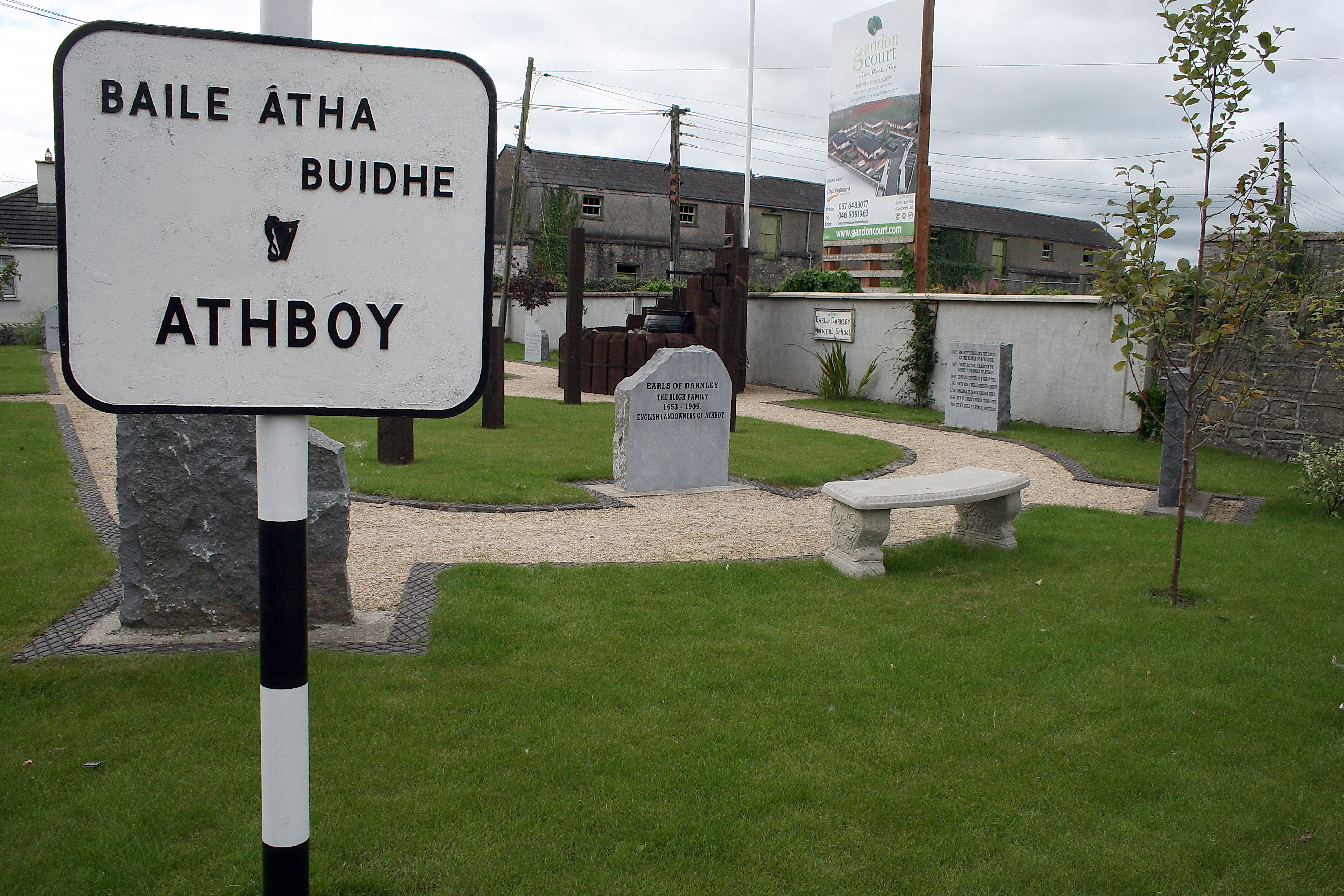
Le parc historique.

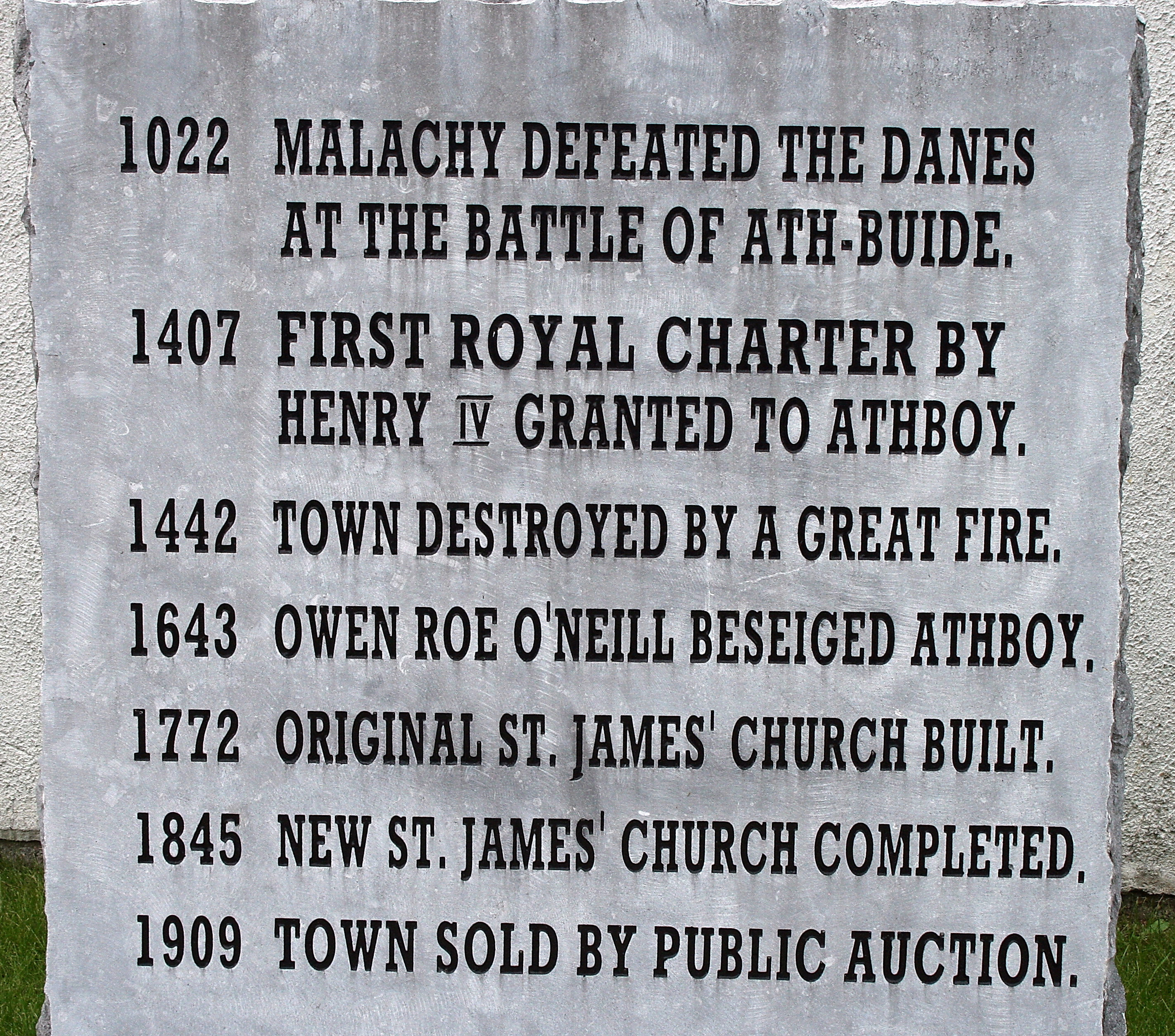
L'histoire gravée sur la pierre.

À l'époque médiévale, la localité est une forteresse fortifiée du Pale. Eoin Roe O'Neill la prend en 1643, et six ans plus tard Oliver Cromwell installe son armée sur la Hill of Ward à proximité. Aussi connue sous le nom de Tlachtga, la colline de Ward est le lieu de la fête païenne de Samhain, le précurseur du Halloween des temps modernes.
La tour St James, Church of Ireland, est un vestige d'un prieuré de Carmelites du XIVe siècle. Derrière l'église, se trouvent les vestiges des murs de la ville. L'église possède un intéressant autel médiéval.
Athboy a été une circonscription de la Chambre des communes irlandaise de 1613 jusqu'à l'Acte d'Union en 1800.
En 1694, les « terres et communs » de la ville et plusieurs autres dénominations de terres furent érigées en manoir et concédées à Thomas Bligh, député d'Athboy, qui a auparavant acheté près de 12 km2 (3000 acres) dans la région d'Athboy. Son fils, John, est créé «comte de Darnley» en 1725 et les Blighs (comtes de Darnley) sont les propriétaires de tout sauf six des 27 villes de la paroisse d'Athboy au cours des XVIIe et XVIIIe siècles.
Ivo Bligh (8e comte de Darnley) met le fief simple de la ville d'Athboy aux enchères publiques en juin 1909. Les habitants ont formé leur propre branche de la Town Tenants League et avec l'aide de Joseph Coghlan-Briscoe, secrétaire national de la ligue, ont pu acheter leur maison et leur entreprise via un contrat privé. Le domaine des Darnley à Clifton Lodge, juste à l'extérieur de la ville, a été vendu en 1909 à l'explorateur gallois Mordecai Jones. Peu de temps après la mort de Jones en 1913, son domestique japonais Sanotic Koniste a été retrouvé assassiné dans un champ non loin de Clifton Lodge. Jones et Koniste sont enterrés dans le cimetière de l'église St. James.

## Évolution démographique
| 1821 | 1831 | 1841 | 1851 | 1861 | 1871 | 1881 | 1891 | 1901 | 1911 | 1926 | 1936 | 1946 | 1951 | 1956 | 1961 | 1966 | 1971 | 1981 | 1986 | 1991 | 1996 | 2002 | 2006 | 2011 | 2016 |
| 1569 | 1959 | 1826 | 1204 | 982  | 861  | 748  | 633  | 610  | 575  | 510  | 520  | 402  | 418  | 717  | 680  | 678  | 705  | 909  | 1055 | 1083 | 1172 | 1538 | 2213 | 2397 | 2445 |

Avec un accroissement de population de 51,6 % entre 1996 et 2006, elle est la ville d'Irlande à la progression la plus rapide,,,,[réf. nécessaire]

## Transports

### Rail
La gare d'Athboy a ouvert le 26 février 1864, à l'extrémité d'une branche de Kilmessan via  Trim. Elle a été fermée aux passagers le 27 janvier 1947 et au trafic de marchandises le 10 mars 1947. La succursale est restée ouverte aux trains de bestiaux jusqu'à la fermeture définitive le 1er septembre 1954.
Le bâtiment de la gare et le hangar à proximité sont maintenant des résidences privées.

### Bus
Aujourd'hui, la ville a des services de bus réguliers pour  Trim, Dublin, Granard et Cavan qui sont desservis par les Bus Éireann, ligne 111, même si les passagers à destination / en provenance de Granard et Cavan doivent changer de bus à Athboy.
La ligne des Bus Éireann 190A a été introduite en 2013 pour fournir un service direct à  Navan, Slane, Drogheda et Laytown. Ce service a été interrompu en 2016. La ligne  111  offre un service sans escale vers Dublin et Clonmellon. En période universitaire, la ligne 070 est en service le dimanche pour Athlone, Navan et Dundalk.

## Enseignement
En plus des écoles primaires rurales de Rathmore et de Rathcairn, l'école nationale O'Growney dispensait un enseignement à la population Athboy depuis 1949 Un nouveau bâtiment scolaire a ouvert en 2016.
En ce qui concerne l'enseignement secondaire, l'ancien couvent Saint-Joseph de la Miséricorde a fusionné avec lAthboy Vocational School en 2004 pour former lAthboy Community School. En 2011, l'école a déménagé sur un site derrière l'ancienne école professionnelle.

## Culture populaire
Le 4 mai 2011, Athboy a participé au programme « Dirty Old Towns » de RTÉ, dans lequel la communauté locale s'est mobilisée pour transformer une ancienne porcherie en marché fermier.
Athboy est le berceau du Blue Jean Country Queen Festival depuis 1987. Le festival, qui a lieu pendant le week-end June Bank Holiday, dirigé par le directeur du comté de Meath de Macra na Feirme, invite les candidats de partout en Irlande et à l'étranger pour concourir pour le titre de Blue Jean Country Queen.
En 2014, le festival a été déplacé dans la ville voisine de Navan, cependant, l'intervention d'entreprises locales et, en particulier, de la succursale locale du Credit Union a fait en sorte que le festival revienne à Athboy dans un avenir proche.
En 2018, Flame of Samhain a été lancé dans le cadre du festival Halloween The Spirits of Meath pour célébrer les liens d'Athboy avec Halloween.
L'année suivante, Fáilte Ireland a lancé le Festival de Púca qui a incnové avec la célébration traditionnelle sur la colline de Ward avec un festival plus grand réparti entre Athboy, Trim et Drogheda. Le festival devrait rapporter 12 millions d'euros à l'économie locale d'ici 2020.

## Jumelages
La ville est jumelée avec Automne Villages, association regroupant neuf villages de la vallée de l'Automne dans l'Oise : Séry-Magneval, Glaignes, Orrouy, Béthancourt-en-Valois, Gilocourt, Fresnoy-la-Rivière, Morienval, Feigneux et Russy-Bémont.

## Personnalités
- Frederick Harvey, Victoria Cross

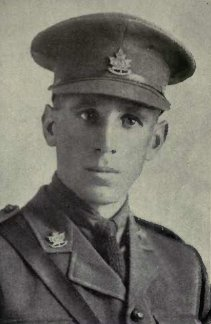
Frederick Maurice Watson Harvey.

- Fr Eugene O'Growney, célébrité du Gaelic Revival
- John Gilroy, auteur et ancien homme politique du Labour, politicien et membre du Seanad Éireann
- Jamie McGrath, footballeur du St. Mirren
- Nigel Connell, chanteur et parolier, finaliste de The Voice Of Ireland (RTE)[21].